# Riccardia fuegiensis
Riccardia fuegiensis là một loài rêu trong họ Aneuraceae. Loài này được C. Massal. mô tả khoa học đầu tiên năm 1885.